# ایت بوعدو
ایت بوعدو (به عربی: أیت بوعدو) یک منطقهٔ مسکونی در الجزایر است که در ناحیه واضیه واقع شده‌است. ایت بوعدو ۳۹٫۳ کیلومتر مربع مساحت و ۱۴٬۴۳۵ نفر جمعیت دارد.